# آن روثرفورد
آن روثرفورد (بالإنجليزية: Ann Rutherford)‏ (و. 1917 – 2012 م) هي ممثلة تلفزيونية، وممثلة أفلام، وممثلة، وممثلة مسرحية من الولايات المتحدة الأمريكية، كندا . ولدت في فانكوفر .
توفيت في بيفرلي هيلز كاليفورنيا .

## روابط خارجية
- آن روثرفورد على موقع IMDb (الإنجليزية)
- آن روثرفورد على موقع ألو سيني (الفرنسية)
- آن روثرفورد على موقع أول موفي (الإنجليزية)
- آن روثرفورد على موقع قاعدة بيانات الأفلام السويدية (السويدية)
- آن روثرفورد على موقع إن إن دي بي (الإنجليزية)
- آن روثرفورد على موقع قاعدة بيانات الفيلم (الإنجليزية)
- آن روثرفورد على موقع كينوبويسك (الروسية)